# Вернон
Вернон (на френски: Vernon) е град в депортамента Йор в регион Нормандия, разположен на кръстопътя на пътищата Еврьо-Бове и Париж-Руан през долината Сена. Населението му е 23 705 жители по данни от 1 януари 2016 г. Мотото на града е Vernon toujours vert („Вернон е винаги зелен“).